# Narodna palača Sintra
Palača Sintra (portugalsko Palácio de Sintra), imenovana tudi Mestna palača (Palácio da Vila), je v mestu Sintra v okrožju Lizbone na Portugalskem. To je današnja zgodovinska hiša muzej.
Je najbolje ohranjena srednjeveška kraljeva rezidenca na Portugalskem, ki je bila bolj ali manj neprekinjeno naseljena vsaj od zgodnjega 15. stoletja do poznega 19. stoletja. Je pomembna turistična atrakcija in je del kulturne krajine Sintre, ki je Unescov seznam svetovne dediščine.

## Zgodovina

### Srednji vek
Bil je eden od dveh gradov v današnji Sintri v mavrskem obdobju Al Andaluz, ki se je začelo z Omajadsko osvojitvijo Hispanije v 8. stoletju. Drugi, zdaj znan kot Castelo dos Mouros (Mavrski grad), ki je na vrhu visokega hriba s pogledom na sodobno Sintro, je zdaj romantična ruševina.
Grad, zdaj znan kot Narodna palača Sintra, ki leži pod Castelo dos Mouros, je bil rezidenca islamskih mavrskih taif lizbonskih vladarjev regije. Najzgodnejša omemba v viru je arabski geograf Al-Bakr. V 12. stoletju je vas osvojil kralj Afonz Henrik, ki je za svojo uporabo vzel grad 'palačo Sintra'. Mešanica gotskega, manuelinskega, mavrskega in mudéjarskega sloga v sedanji palači pa je predvsem rezultat gradbenih akcij v 15. in zgodnjem 16. stoletju.

## Kapela
Nič, kar je bilo zgrajeno med mavrsko vladavino ali med vladavino prvih portugalskih kraljev, ni preživelo. Najzgodnejši ohranjeni del palače je kraljeva kapela, ki je bila verjetno zgrajena med vladavino kralja Denisa I. v začetku 14. stoletja. Palačna kapela ima tla iz ploščic v apsidi, položene tako, da spominjajo na preprogo. Stene so poslikane z vzorčastimi kvadrati, ki izgledajo kot ploščice in prikazujejo Svetega Duha, ki se spušča v obliki goloba. Leseni strop je okrašen z geometrijsko vzorčastimi mavrskimi mrežami.

## Zgodnja palača
Velik del palače izvira iz časov kralja Ivana I., ki je sponzoriral veliko gradbeno akcijo, ki se je začela okoli leta 1415.
Večina stavb obdaja osrednje dvorišče – imenovano Ala Joanina (Ivanovo krilo) – izvira iz te kampanje, vključno z glavno stavbo fasade z vhodnimi loki in okni z nastavki v manuelinskem in mavrskem slogu, imenovanimi bifore. Stavba vsebuje terase, kapelo, kuhinje, prostore za državne zadeve, pisarje, tajništvo in depeše, poleg tega je imela palača 26 sob, vključno z:
- Labodja soba (Sala dos Cisnes) v manuelinskem slogu, imenovana tako zaradi labodov, naslikanih na stropu. Število naslikanih labodov, simbola hiše ženina, Filipa Dobrega Burgundskega, je enako starosti neveste, infante Izabele – 30 let.[5]
- Soba srak (Sala das Pegas); na stropu in frizu naslikane srake držijo v kljunu emblem por bem (za čast). To se nanaša na zgodbo, da je kralja Ivana I. njegova kraljica Philippa Lancasterska ujela pri poljubljanju dvorne dame. Da bi prenehal z vsemi govoricami, je dal sobo okrasiti s toliko srakami, kolikor je bilo žensk na dvoru.
- Terase (Patios): zgodnje krilo palače ima dvorišča, okrašena s ploščicami in vodnimi bazeni v islamskem slogu.

Sin Ivana I., kralj Edvard Portugalski, je imel zelo rad palačo in je tu ostal dlje časa. Zapustil je pisni opis palače, ki je zelo dragocen za razumevanje razvoja in uporabe stavbe ter potrjuje, da se večji del palače, ki jo je zgradil njegov oče, od izgradnje ni veliko spremenil. Drug znak, da je ta palača priljubljena, je, da se je Edvardov naslednik kralj Afonz V. rodil (1432) in umrl (1481) v palači. Naslednik Afonza V., kralj Ivan II. Portugalski, je bil tukaj razglašen za portugalskega kralja.

## Srednjeveška palača

### 16. stoletje
- Arabska soba (Sala dos Árabes) je soba s ploščicami in fontano v mavrskem slogu v središču.
- Kuhinje: Par izjemnih kuhinj sta veliki sobi, vsaka s steno pečic in štedilnikov, nad katerimi se namesto stropa dviguje ogromen par stožčastih dimnikov, ki se zožijo, ko segajo proti nebu.
- Soba z grbi, v manuelinskem slogu, najbolj veličastno okrašena soba v palači, prikazuje heraldične simbole portugalskih plemiških družin in je ena umetniško najpomembnejših heraldičnih sob v Evropi.

Drugo veliko gradbeno kampanjo, ki je definirala strukturo in dekoracijo palače, je med letoma 1497 in 1530 sponzoriral kralj Manuel I. Portugalski, pri čemer je uporabil bogastvo, ki so ga ustvarile raziskovalne ekspedicije v tej dobi odkritij. V času vladavine tega kralja se je razvil prehodni gotsko-renesančni umetniški slog, imenovan manuelin, pa tudi nekakšna oživitev islamskega umetniškega vpliva (mudéjar), ki se odraža v izbiri večbarvnih keramičnih ploščic (azulejos) kot oblika prednostne dekorativne umetnosti.
Kralj Manuel je ukazal zgraditi tako imenovano Ala Manuelina (Manuelovo krilo), desno od glavne fasade, okrašeno z značilnimi manuelinskimi okni. Zgradil je tudi sobo z grbi (Sala dos Brasões) (1515–1518) z veličastnim lesenim kasetiranim kupolastim stropom, okrašenim z 72 grbi kraljev in glavnih portugalskih plemiških družin. Grb družine Távora je bil vendarle odstranjen po zaroti proti kralju Jožefu I. Po nekem viru je »ta novi zaupni slog vključeval gotiko, renesanco in vplive mudéjarja, ki so ga kasneje poimenovali po kralju – Manuelinski slog«.
Kralj Manuel je tudi preuredil večino sob s barvnimi ploščicami, ki so bile izdelane posebej zanj v Sevilji. Te večbarvne ploščice azulejos nosijo motive mudéjar.

### Sodobni časi
V naslednjih stoletjih so palačo občasno naseljevali kralji, ki so jo okrasili v obliki slik, ploščic in pohištva. Žalostna zgodba, povezana s palačo, je zgodba o duševno nestabilnem kralju Afonzu VI., ki ga je njegov brat Pedro II. odstavil in je bil prisiljen živeti, ne da bi zapustil rezidenco od leta 1676 do svoje smrti leta 1683.
Palača je utrpela škodo po potresu v Lizboni leta 1755, vendar je bila po sodobnih zapisih obnovljena na 'star način'. Največja škoda velikega potresa je bil stolp nad Arabsko sobo, ki se je zrušil. Konec 18. stoletja je kraljica Marija I. Portugalska preuredila in razdelila prostore Ala Manuelina.
V 19. stoletju je Sintra ponovno postala priljubljen kraj kraljev in palača Sintra je bila pogosto naseljena. Še posebej kraljica Amélia je imela palačo zelo rada in je naredila več risb. Z ustanovitvijo republike leta 1910 je postala narodni spomenik. V 1940-ih jo je obnovil arhitekt Raul Lino, ki ji je poskušal vrniti nekdanji sijaj z dodajanjem starega pohištva iz drugih palač in restavriranjem ploščic. Od takrat je pomembna zgodovinska turistična atrakcija.

## Galerija
- Palača od zgoraj
- Sala das Pegas
- Pogled na palačo iz grafike iz leta 1840
- Pogled na Sintro z vrta, grofa de Povoa, 1840